# Abda
Abda là một thị trấn thuộc hạt Győr-Moson-Sopron, Hungary. Thị trấn này có diện tích 19,02 km², dân số năm 2010 là 3159 người, mật độ 166 người/km².